# تشلينو سان ماركو
تشلينو سان ماركو (بالإيطالية: Cellino San Marco)‏ هي بلدية في مقاطعة برينديزي في إقليم بوليا الإيطالي.

## السكان
في سنة 1861 بلغ عدد السكان 1٬174 نسمة، وتطور العدد ليصل في سنة 2011 لـ 6٬799 نسمة.
يظهر هذا المخطط البياني تطور النمو السكاني لـ تشلينو سان ماركو

## أعلام
- فرانسيسكو بيروني